# Pteromalus vopiscus
Pteromalus vopiscus är en stekelart som beskrevs av Walker 1839. Pteromalus vopiscus ingår i släktet Pteromalus och familjen puppglanssteklar. Arten är reproducerande i Sverige. Inga underarter finns listade i Catalogue of Life.